# فرانک هسیه
فرانک هسیه (چینی: 謝長廷؛ زادهٔ ۱۸ مهٔ ۱۹۴۶) یک سیاست‌مدار اهل تایوان که از ۱ فوریه ۲۰۰۵ تا ۲۵ ژانویه ۲۰۰۶ نخست‌وزیر این کشور بود.